# Ченцовы Дворы
Ченцовы Дворы — деревня в Одоевском районе Тульской области России.
В рамках административно-территориального устройства является центром Ченцовской сельской администрации Одоевского района, в рамках организации местного самоуправления включается в сельское поселение Восточно-Одоевское.

## География
Расположена в 21 км к востоку от райцентра, посёлка городского типа Одоев, и в 50 км к юго-западу к областного центра, г. Тулы.

## Население
| 2002 | 2010 |
| ---- | ---- |
| 254  | ↗286 |